# Gregg Avedon
Gregory Michael Avedon (Miami, 25 de septiembre de 1965) fue un famoso modelo en la década de 1990, trabajó para Giorgio Armani, Dolce & Gabbana, Krizia, Trussardi y Valentino, y apareció en varias revistas como Esquire, GQ, Vanity Fair, Men's Health y L' Uomo Vogue. Avedon fue uno de los primeros modelos de Men's Health y fue apareció en dieciséis cubre de la revista en todo el mundo.